# 国会山骚乱
2021年1月6日，2,000至2,500名支持时任美国总统唐納·川普的示威者冲进位於国会山的美国国会大厦，扰乱美國國會聯席會議。当时该会议正就选举人团计票，并进行认证2020年美国总统选举结果以宣告乔·拜登正式获胜。此冲击迫使国会大厦建筑群被封锁，其中的立法者和工作人员被紧急疏散，之后被骚乱人群占领并破坏长达数个小时。一系列的冲突在36小時內导致5人死亡，包括174名警察在內的多人受伤。事發之後的7個月間，又有4名事發時曾在現場執法的警察自殺身亡。
此前，川普的支持者多番嘗試推翻选举结果；1月5日至6日，支持者多次聚集在華盛頓特區抗议2020年总统选举结果，认为特朗普的大选结果被窃，并要求兼任参议院议长的副总统迈克·彭斯和国会拒绝认可拜登當選第46任美国总统。1月6日上午，示威者聚集在椭圆形草坪上参加一場由時任总统特朗普、其兒子小唐纳德·特朗普和其律師魯迪·朱利安尼主持名为“拯救美国”的集会，示威活动最终演变为骚乱；特朗普在演讲中激励他的支持者“要激烈的战斗”、“夺回我们的国家”，指示其支持者向国会大厦行进，试图推翻2020年大选结果。随后，数以千计支持特朗普的示威者向国会行进，并最终冲进了国会大厦。当时国会正在开会统计選舉人團选票，正就德克萨斯州参议员泰德·克鲁兹和亞利桑那州第四国会选区众议员保羅·戈薩拉反对统计亞利桑那州选举人团选票进行辩论。示威者冲破安保人员的防线进入国会大厦，国会大厦建筑群被迫疏散，随后即全部封锁。在随后的冲突中，一名女性因试图闯入众议院会场而遭执法人员枪击身亡。当天另外有三人因紧急医疗情况身亡。警方发现了三个簡易爆炸裝置：一个在国会大厦内，另外在国会大厦附近的共和黨全國委員會和民主黨全國委員會办公室各发现了一个。在国会大厦外的一辆汽车上还发现了燃烧瓶。
1月6日下午，特朗普谴责其副手彭斯“没有为保护我们的国家和宪法做应做的事情”，尽管彭斯在宪法上没有權利可以不承認拜登的胜利。下午4点22分，特朗普在推特上敦促他的支持者“和平地回家”，同时将骚乱者描述为“非常特别的人”，称他“爱”他们，并重申他对选举舞弊的虚假指控。其後他再在推特發文呼籲示威者保持和平不要使用暴力。
国会大厦遭到冲击这一事件很快便成为了全世界的焦点并受到美国国内和国际上政治领导人和组织的广泛谴责。时任参议院多数党领袖的米奇·麥康諾将这一事件称为“失败的叛乱”（failed insurrection），并且称参议院“不会屈服于无法无天或恐吓”（will not bow to lawlessness or intimidation）。多家社交媒体及科技公司封锁了特朗普的社交账户。推特对特朗普的推特账号进行了长达12小时的锁定，并删除了他的三条推文，原因是他发帖公开纵容暴力冲击国会的支持者，违反了推特政策，其后更进一步永久锁定了他的推特账号。Facebook和Instagram亦跟隨推特以煽動暴力為由臨時封鎖特朗普的帳戶，YouTube則隱藏了多條特朗普發布懷疑煽動暴力的影片。骚乱一周之后，众议院以特朗普煽动叛乱第二次弹劾他，使他成为了美国历史上第一位被弹劾两次的总统。众议院随后通过了一项法案要求仿照911委员会的模式建立一个两党独立委员会来调查冲击事件，但该法案在参议院被共和党人阻止。随后在佩洛西另行提议并在众议院通过之下，由众议院成立特别委员会来调查袭击事件。时任联邦调查局局长的克里斯托弗·雷将冲击事件列为国内恐怖主义事件。舆论调查显示，大多数美国人不赞成冲击国会大厦，也不赞成特朗普在冲击前后的行为，尽管一些共和党人支持这次冲击或至少没有指责特朗普。
事後清查冲击事件中，联邦调查局使用了超过400个案宗，并发出了500多张陪審團傳票和搜查令。大量在场示威人员被列入恐怖分子筛查数据库，其中大多数人被怀疑是白人優越主義者。反政府组织誓言守护者及驕傲男孩的成员因涉嫌在国会大厦前进行有计划的任务而被起诉。据美国司法部披露的数据，截止2023年12月，已有至少1,200人被指控犯下罪行，728名被告人认罪，另有166名被告人在审判中被定罪，累計745名被告人被判刑；特朗普在2025年1月20日宣誓就任第47任美國總統後簽署行政命令特赦因國會騷亂事件被控罪約1,500名被告人及囚犯，大部分獲取消控罪及獲釋，另有6人獲縮短刑期。

## 背景
尽管19世纪及20世纪华盛顿特区曾数次发生过暴力事件，但这次事件是自1814年英国人在1812年战争期间纵火焚烧华盛顿以来最严重的暴力事件，亦是自其之后200餘年以來国会大厦首次被占领。

### 疫情下的美國
2020年3月起，2019冠状病毒病疫情全球大爆發，而美國所公布的感染數和死亡數字是當時全球各國中最高的。美聯社的評論認為，各州為了防疫而對美國人民實施的各種活動規管，例如限制非必要外出活動和強制配戴口罩等，這些措施激起了美國人當中主張小政府和極右派者如白人至上主義和美國民兵運動等群體的反抗情緒，他們藉此在社交媒體上招攬了更多會員，其言行亦越趨大膽和激進，為2021年1月6日右派团体衝擊國會埋下種子。

### 美國總統大選

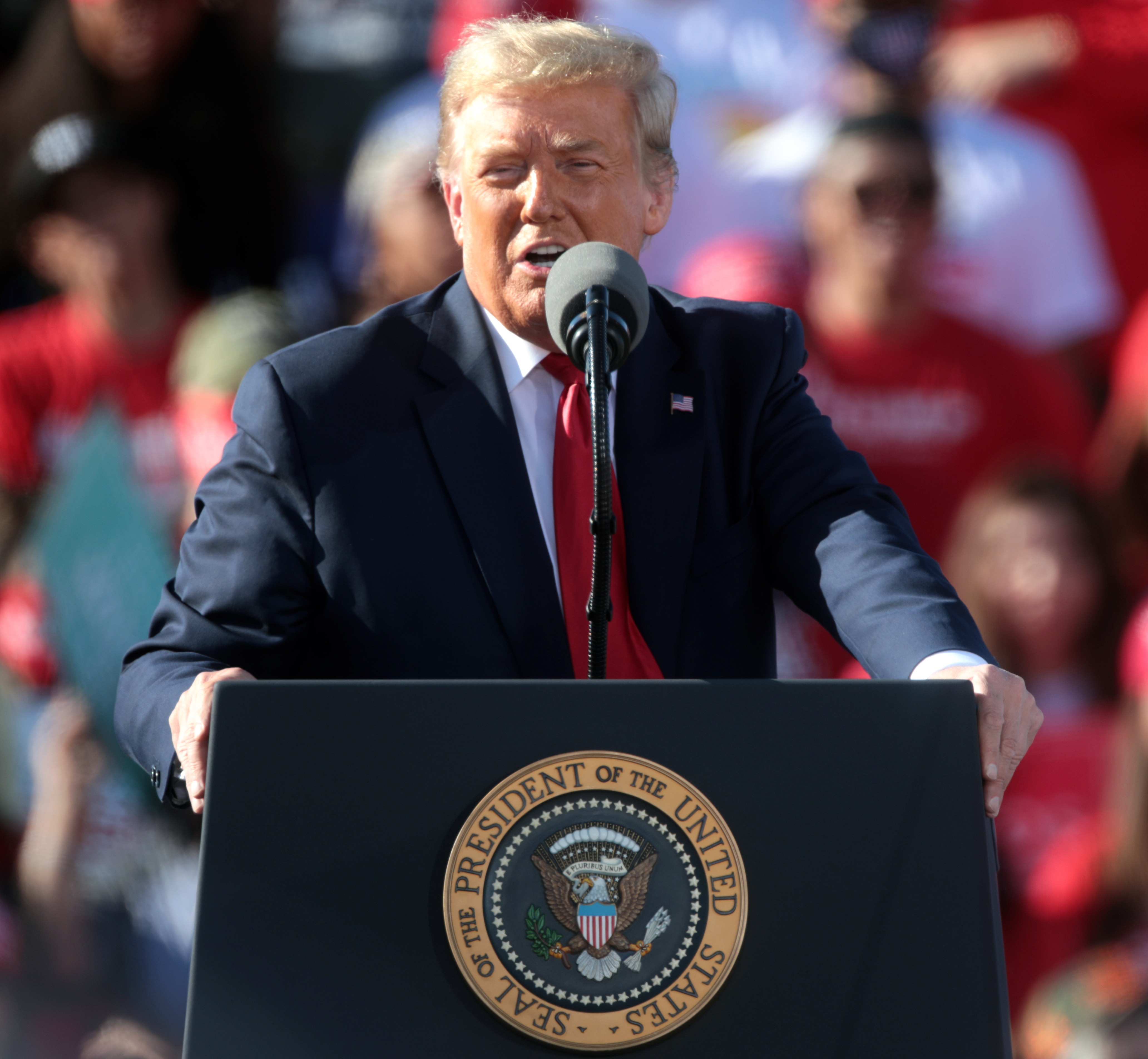
2020年10月，唐纳德·特朗普在亚利桑那州固特异市的竞选集会上演讲

2020年美國總統選舉中，民主党候选人乔·拜登在普选票（拜登获得8,130万票，占51.3%，特朗普获得7420万票，占46.8%）和选举人团票（拜登以306票对232票胜出）击败时任美国总统的共和黨候选人唐納·川普。但川普及其他部分共和党人始终拒绝承认败选，尝试推翻选举结果并且谎称民主党在选举中在五个拜登获胜的搖擺州舞弊（亞利桑那州、喬治亞州、密歇根州、宾夕法尼亚州和威斯康辛州）。这些尝试被一些学者和媒体描述为尝试进行自我政变及对戈培尔效应的实践。

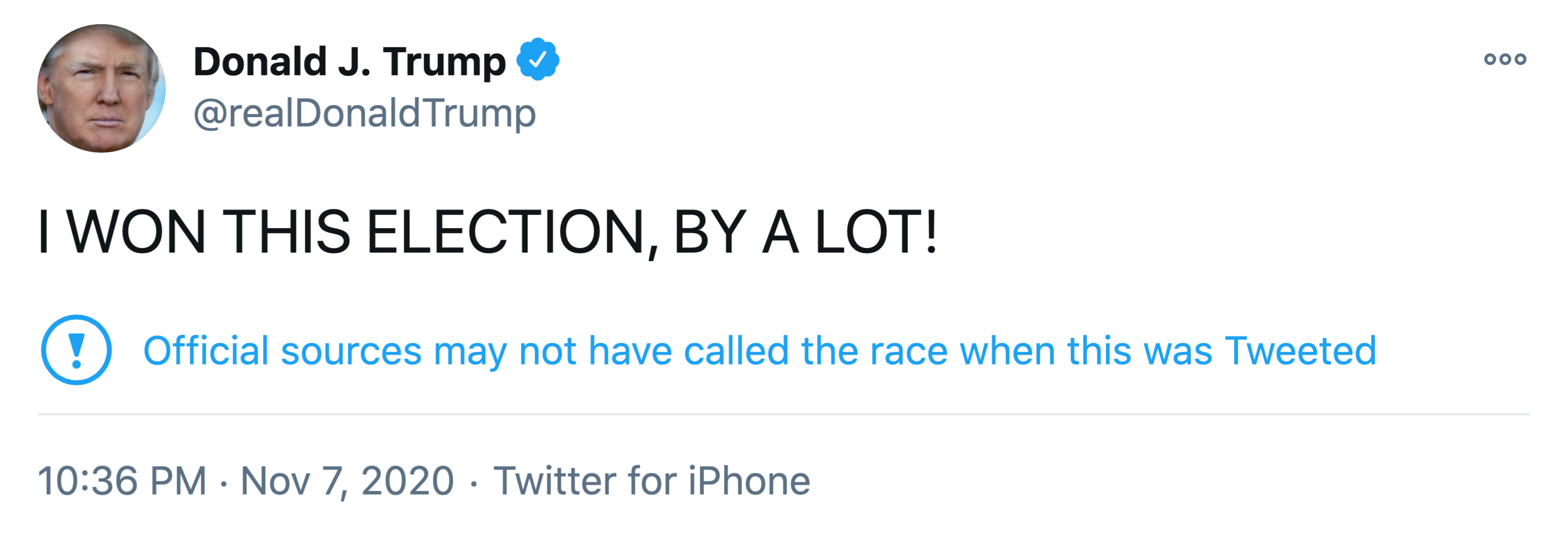
特朗普在投票结束后不久发布推文称“我赢得了这次选举，以巨大的优势！”（I WON THIS ELECTION, BY A LOT!）

在投票站关闭仅数小时后，选票仍在统计中，特朗普宣布胜利并要求停止计票。他开始了一场通过法律挑战和法外努力来颠覆选举的运动。尽管特朗普的律师在选举后十天内得出结论，对选举结果的法律挑战没有事实依据或法律依据，但特朗普仍试图推翻选举结果，提出了至少60起诉讼，其中两起被提交给最高法院，试图撤销选举结果证明并使拜登的选票无效；这些挑战都被法院以缺乏证据或资格为由驳回。
美国国会定于2021年1月6日召开会议，统计選舉人團投票结果，特朗普宣布计划在会前举行集会，继续质疑多个州總統選舉结果的有效性。2020年12月18日，特朗普在社交媒體推特發文宣布“1月6日在华盛顿举行大型抗议活动。记得来，（活动）将很疯狂！”
特朗普此前几天一直在暗示副总统彭斯应该在國會認證全美各州選舉人票數時推翻拜登的胜選结果，但这并不在彭斯在美国宪法所授予的权力范围之内，而特朗普在1月6日正午发表的演讲中重复了这一呼吁。同一天下午，彭斯发表了一封致国会的信，他在信中表示他并没有权力去接受或反对各州选举人团提供的选举结果。

### 事前策劃
1月6日的「拯救美國遊行」（Save America March）由501(c)(4)註冊非牟利組織「支持美國優先女士」（Women for America First）所策劃，此組織的主席艾米·克雷默是支持特朗普的茶黨運動活躍分子。組織邀請支持者加入車隊前往首都華盛頓出席活動。特朗普在橢圓形草坪舉行的演講由Event Strategies籌辦，其創辦人Tim Unes有份協助特朗普2016年競選總統活動。
阿拉伯裔極右活躍人士阿里·亞歷山大被媒體揭發在1月6日前發表過支持衝擊國會言論，並且自稱與共和黨眾議員保羅·戈薩拉、安迪·比格斯和莫·布魯克斯一同策劃要「大幹一場」、「1月6日的事件就是我們四人主推的」和「向還猶豫未決的國會議員施壓讓他們覺得『我不能站在那群示威者的對立方』。」比格斯在衝擊國會事件後否認與亞歷山大有任何聯繫。而《華盛頓郵報》則報導有影片和社交發文顯示三名眾議員與亞歷山大早有交流。
衝擊國會的人在1月6日前數週就公開策劃妨礙國會認證總統選舉結果，包括對國會議員、彭斯和執法人員使用暴力。他們選擇了主流網站如Reddit和推特以外的另類科技社交平台如Parler、Telegram或Gab等以避免其激進發文或媒體遭審查或刪除。這些平台上有不少人討論過實行騷亂的策略的話題，例如如何在街上躲過執法人員、需要利用什麼工具撬開門鎖、如何偷運武器進入首都華盛頓、教唆假扮成對立的安提法成員、甚至是襲擊執法人員等。
驕傲男孩和其他極右組織原本支持執法人員，但自2020年12月12日抗議選舉結果示威起就開始對執法人員越發不配合。其中「停止偷竊（選舉）」（Stop the Steal）團體於12月23日就在網上計劃過要佔領國會，並揚言與執法人員發生衝突時會故意讓事態升溫。這些討論中不少都使用了語氣強烈的措辭如「戰爭」（war）和驚悚的畫像如以絞索吊起他們提議肅清的政客的自制動畫。

#### 資金來源
資助「支持美國優先女士」運作的「美國優先政策」團體的主席是曾經獲得特朗普提名出任小型企業管理署署長的琳達·麥馬漢，它被媒體形容為支持特朗普的黑金政治團體（因為註冊為非牟利組織而無需披露資金來源）。陰謀論者亚历克斯·琼斯表示，他捐出了50萬美元用以予約椭圆形草坪以舉行1月6日的拯救美國演講會，甚至白宮有人請求他率領特朗普支持者遊行至國會。「美國轉捩點」團體的創辦人查理·科克在推特稱他安排了超過80輛大巴到達首都國會。其他個別人士透過網上眾籌平台GoFundMe欲募款獲得前往首都參與示威活動的資金，GoFundMe自騷亂發生起就中止了這類眾籌項目，但有一部分項目在被中止前已經成功募得目標金額。

### 執法部隊先前部署
华盛顿哥伦比亚特区國家廣場一帶日常治安由幾個不同機關分擔管理不同區域。白宮一帶由隸屬於國土安全部的特勤局管轄；特朗普進行演講的橢圓形草坪屬於聯邦機關公園警察管轄範圍；隸屬於特區市政府的哥倫比亞特區市警察局負責國家廣場內的所有公共街道；屬於聯邦機關的國會警察負責國會山莊一帶公園及其建築群的保安，本身隸屬於由眾議院警衛官、參議院警衛官和國會建築師組成的國會警察委員會。
华盛顿特区市长穆里尔·鲍泽在2020年12月31日要求在预期的示威活动中部署哥伦比亚特区國民警衛隊，以支援当地警方。她在请求中写道，这些人员不会携带武器，他们将主要负责人群管理和指挥交通，让警方专注于保安工作。代理国防部长克里斯托弗·米勒于2021年1月4日批准了这一请求。批准部署340名士兵，但任何时候不会同时部署超过114人。騷亂發生前一天，鮑澤在一封給司法部的公開信中指，特區政府不會在未與市警察局商討前擅自請求其他聯邦執法機關的支援。
騷亂發生前三天，國防部曾經兩度提議派駐國民警衛隊到國會，但都被國會警察以不必要為由回絕，儘管這時候國會警察的情報部已經收到一份12頁紙的報告書指1月6日國會一帶會爆發騷亂，但報告書在警察局內似乎沒有獲得廣泛傳閱。特區市警察局代理局長羅伯特·康提於騷亂後表示市警察局並沒有收到過國會大廈有被暴徒衝擊闖入風險的情報。已經引咎辭職的國會警察局局長史提芬·桑德事後則表示制定了處理「第一修正案（言論與集會等自由）活動」的對策，但並沒有想像到示威會演變為暴力佔領國會大廈的局面，因此1月6日派遣現場的國會警察以一般制服執勤，而非以防暴裝備上陣。
陸軍部長瑞安·麥卡錫表示各執法機關最初預計1月6日在國會示威的人數在二千至八萬人的範圍內，國家公園管理局於1月5日按當日已經聚集的人群評估翌日「拯救美國遊行」的規模約為三萬人。
評論認為這系列消極的警力部署是受到乔治·弗洛伊德之死引发的示威活动爆發時，各地防暴警察過度執法所引起的爭議的影響，這個判斷在國會騷亂爆發後演變成左派對警方過度寬鬆處理右派示威者的指控。

## 过程

### 2021年1月5日
2021年1月5日，数千名与会者聚集在自由广场，为计划在本周晚些时候举行的抗议活动做准备。周二晚至周三上午，至少有10人被捕，其中几人因武器相关指控被捕。

### 2021年1月6日

#### “拯救美国”集会
2021年1月6日早晨，川普發了兩條推文，要求副總統彭斯改變美國總統選舉結果。早上11點20分，川普在白宫椭圆形办公室與彭斯電話再度施壓後者推翻美國總統選舉結果，但彭斯並未遵從。而同樣是當天上午，示威者围着華盛頓紀念碑举行集会。正午有人在椭圆形草坪舉辦為時約1小時的「拯救美國遊行」（Save America March）演講活動，演講者有川普、他的法律顾问魯迪·朱利安尼、特朗普的兩位大兒子小唐纳德·特朗普和埃里克·特朗普、共和黨眾議員莫·布魯克斯、眾議員麥迪遜·考托恩和法律學者約翰·C·伊斯特曼等人。朱利安尼重复了大选中使用的投票机器被“动了手脚”（crooked）的陰謀論并要求“比武审判”（trial by combat）。特朗普在玻璃幕墙后发表演讲，指責媒体，并再度呼吁彭斯推翻选举结果。特朗普呼籲他的支持者向方国会大厦游行：
你永远不能通过软弱来夺回我们的国家。你必须展示实力并强大起来。我们来是要求国会做正确的事，只计算那些合法的选举人票。我知道在座的各位很快就会前往国会大楼，和平地、爱国地发出你们的声音。
在集会上，特朗普告诉他的支持者“战斗。我们要激烈的战斗。如果你不激烈的战斗，你将会失去（你的）国家”。特朗普说，他们将“去国会大厦，我们要努力给共和党人夺回国家所需要的那种自豪感和勇气”。
在集会上，特朗普还表示：“我们永远不会认输。”小唐纳德·特朗普和埃里克·特朗普也发表了演讲，言语攻击了不支持改变选举人团投票结果的共和党国会议员，并承诺在未来的初選中击败他们。

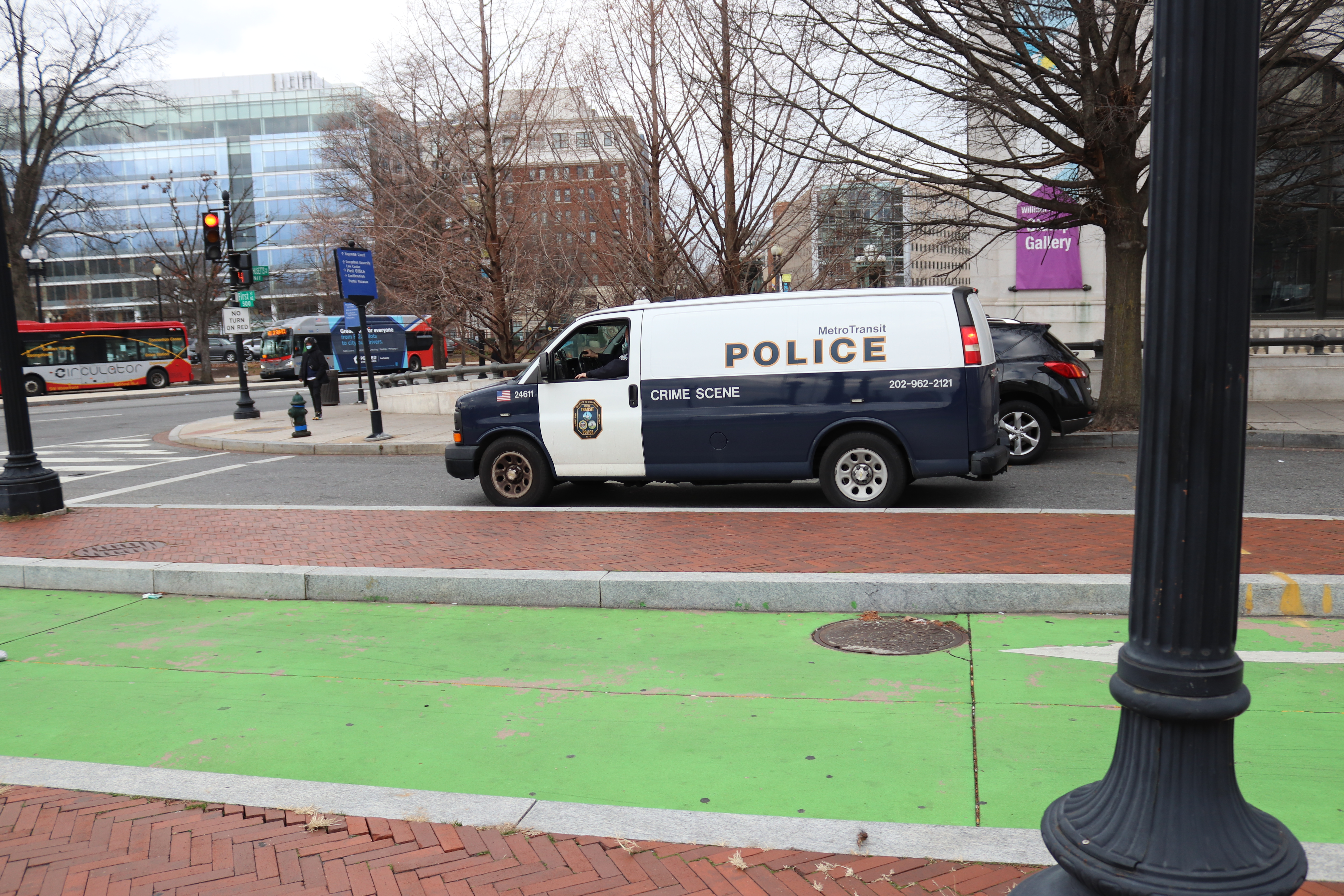
1月6日上午出现在国家广场南侧亚瑟·M·赛克勒美术馆附近的警车。
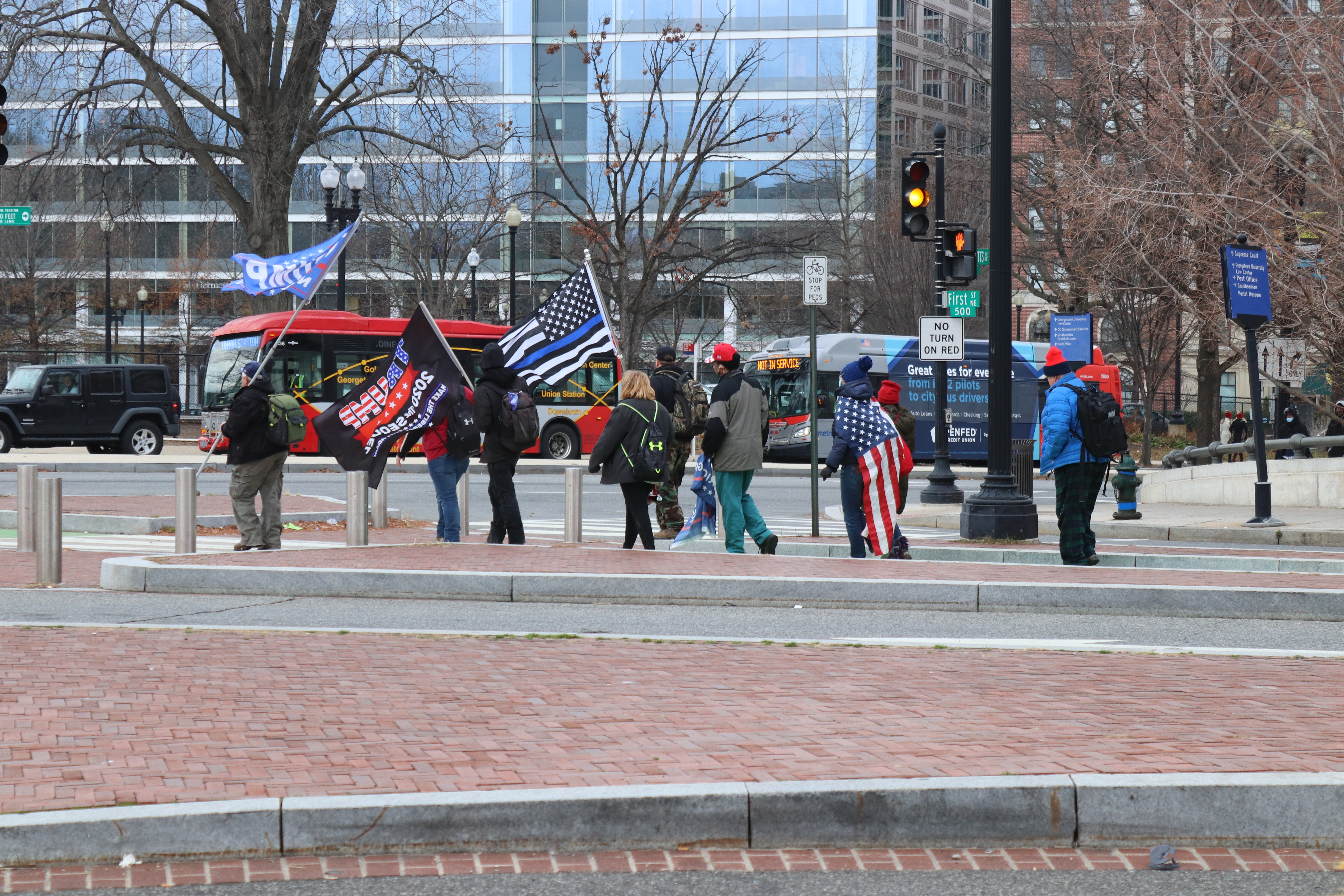
1月6日上午联合车站的抗议者

#### 示威者闯入国会大厦
美國國會參眾兩院在下午舉行聯席會議，認證選舉人團選出拜登為下一任美國總統，副總統彭斯主持會議。原本该流程在以往仅被当做是“走过场”，但由于部分共和党人此前表示将阻挠这一过程，因此外界预料认证过程将出现波折。当联席会议开始认证亚利桑那州的选举结果时，来自亚利桑那州的众议员保罗·戈萨拉以及来自得克萨斯州的参议员泰德·克鲁兹提出反对动议，联席会议被迫暂停，国会两院各自退回到自己的议院展开限时两小时的自由辩论。
2021年1月6日下午2点15分左右开始，示威者开始试图冲击国会大厦建筑群。包括副總統彭斯在內的部分建筑中的人員被疏散，一些暴力示威者冲破安保进入国会大厦。在突破安全警戒线后，大多数闯入者步行进入国会大厦，另有一部分人利用绳索和临时造出来的梯子进入大厦，有些人则打破窗户进入。同时，不少示威者大喊众议院院长南希·佩洛西和副总统彭斯的名字，群眾更起哄吶喊“把迈克·彭斯处以绞刑”（Hang Mike Pence）。
在暴动者闯入国会后，国会大厦建筑群的所有建筑都被封锁，不许进出。大楼内的人被要求躲在办公室并锁好门窗。在办公室外的人则被告知“寻找掩护”。执法人员开始在大楼内使用催泪瓦斯后，國會告訴還在場內的議員、工作人員和記者戴上防毒面具。數十人持槍與高舉象徵白人優越的南部聯盟軍旗；參、眾議員輪流被安全撤離。据俄勒冈州参议员傑夫·默克利称，一些工作人员成功地赶到议会厅，将数箱密封的选举人团选票解救出来避免被暴力示威者烧毁。

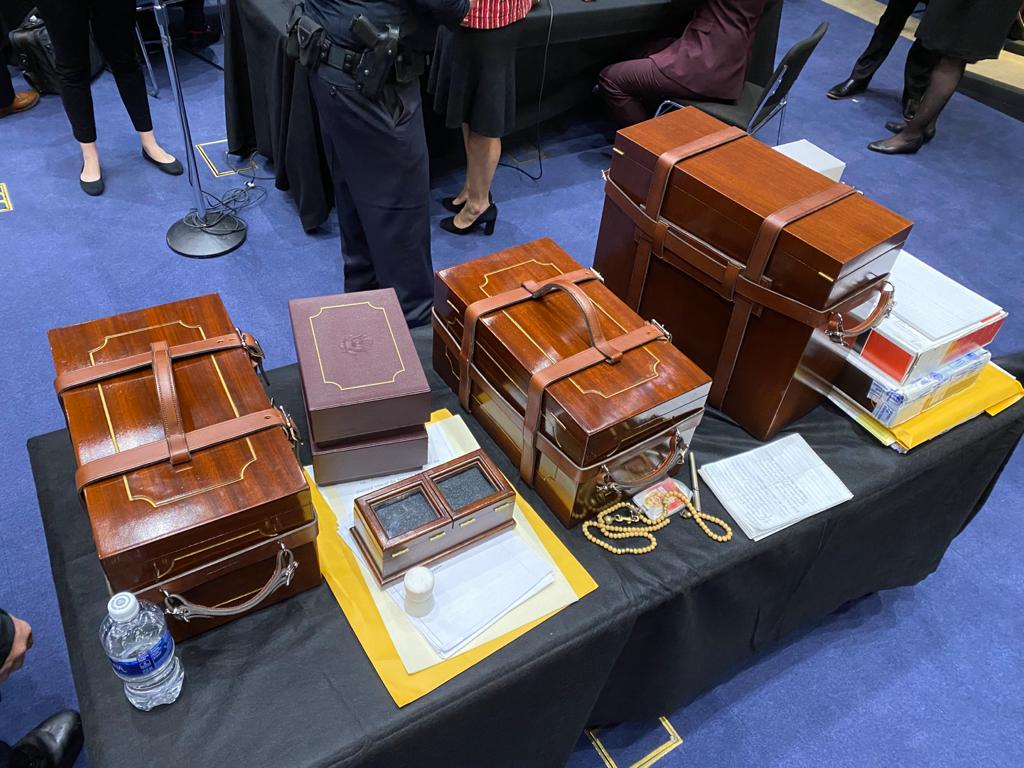
联邦参议员杰夫·默克利拍摄的照片。照片中展示的是国会大厦遭到攻占之后，被转移到其他地点的选举人团选票。
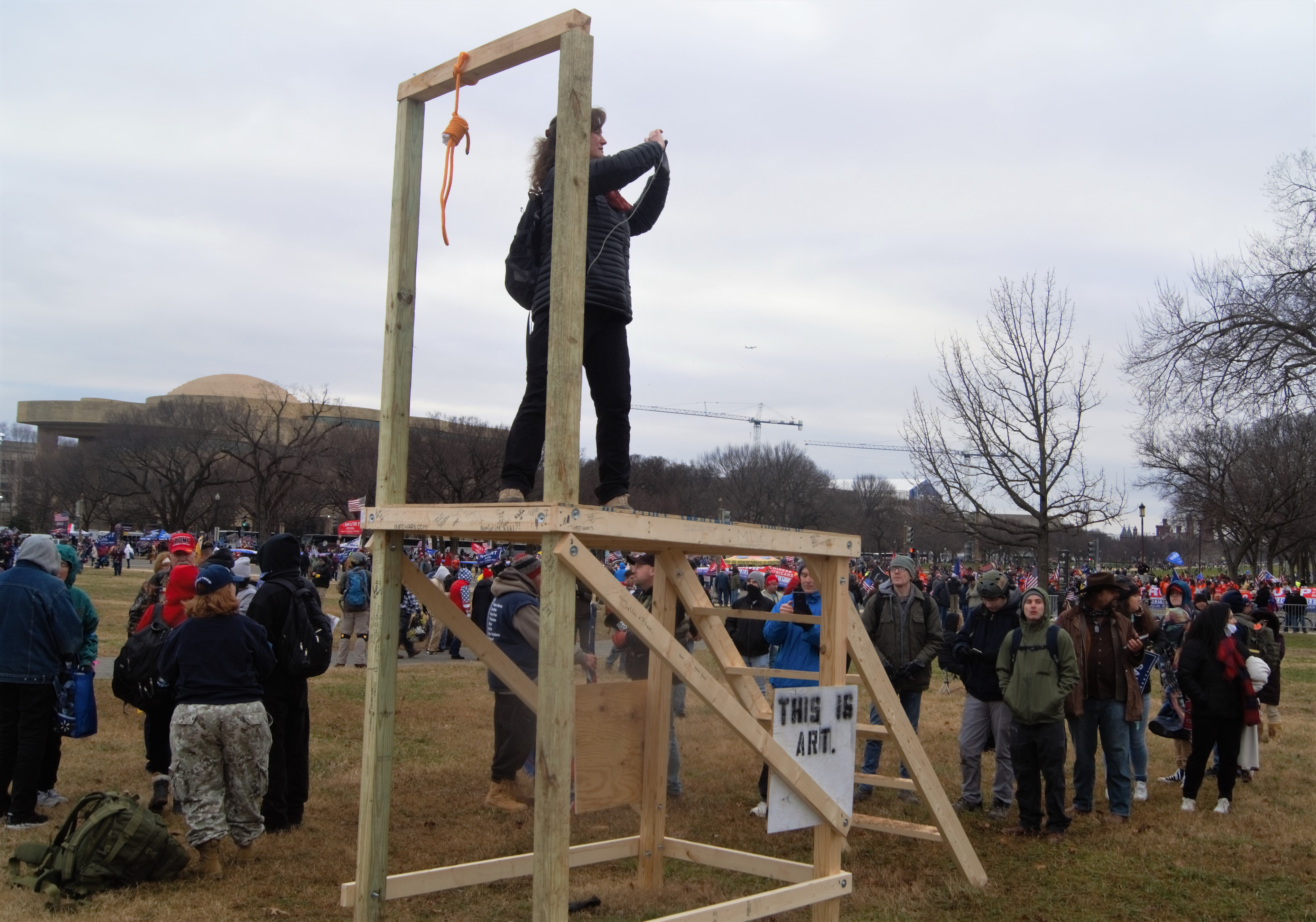
國會山莊外、聯合廣場草坪上由示威者豎立的絞架。绞刑台下有一塊告示牌聲稱「這是藝術品」。

之后，国会大厦内发生枪击事件，众议院议事厅前门发生武装对峙。支持特朗普的暴力示威者闯入国会大厦后，多名警察在众议院议事厅内拔枪，并将枪口对准用家具挡住的议事厅大门。一名闯入者在国会大厦内被执法人员开枪击中胸部（亦有說法是被開槍擊中頸部），随后伤重不治。一名执法官员告诉《华盛顿邮报》，警方认为死者没有携带武器，但开出致命一枪的警员在开枪时并不知道这一点，而警方了解到许多闯入者都秘密持有武器。闯入国会大厦的暴力示威者还冲进众议院议长南希·佩洛西的办公室，掀翻桌子并撕毁了挂在墙壁上的照片。有蒙面人带着警用塑料手铐企图活捉佩洛西和副总统彭斯；西佛吉尼亚州众议员德里克·埃文斯直播自己冲击国会，并在被捕后辞职。同时国会大厦内也发生了抢劫事件，有示威者搬走了众议院议长的讲台，并将其發布在eBay上拍卖。国会警察报告说，大楼已被“捣毁”。观察者看到大楼里所有的位置都有“碎片、垃圾，都在电梯里，东西被撞倒，柱子也被撞倒”。国家雕像大厅的玻璃窗被打破。一些暴动者在国会大厦外攻击了在现场报道的记者，还砸毁了美联社的摄录设备。在国会大厦的暴力事件中，有多名警员受伤。两名国会警察因为涉嫌充当暴徒内应、为其开道引路，而被停职调查。
- 亲特朗普示威者闯入国会大厦后，国会警察进行应对
- 示威者闯入国会大厦后，国会工作人员紧急撤离

#### 紧急回应

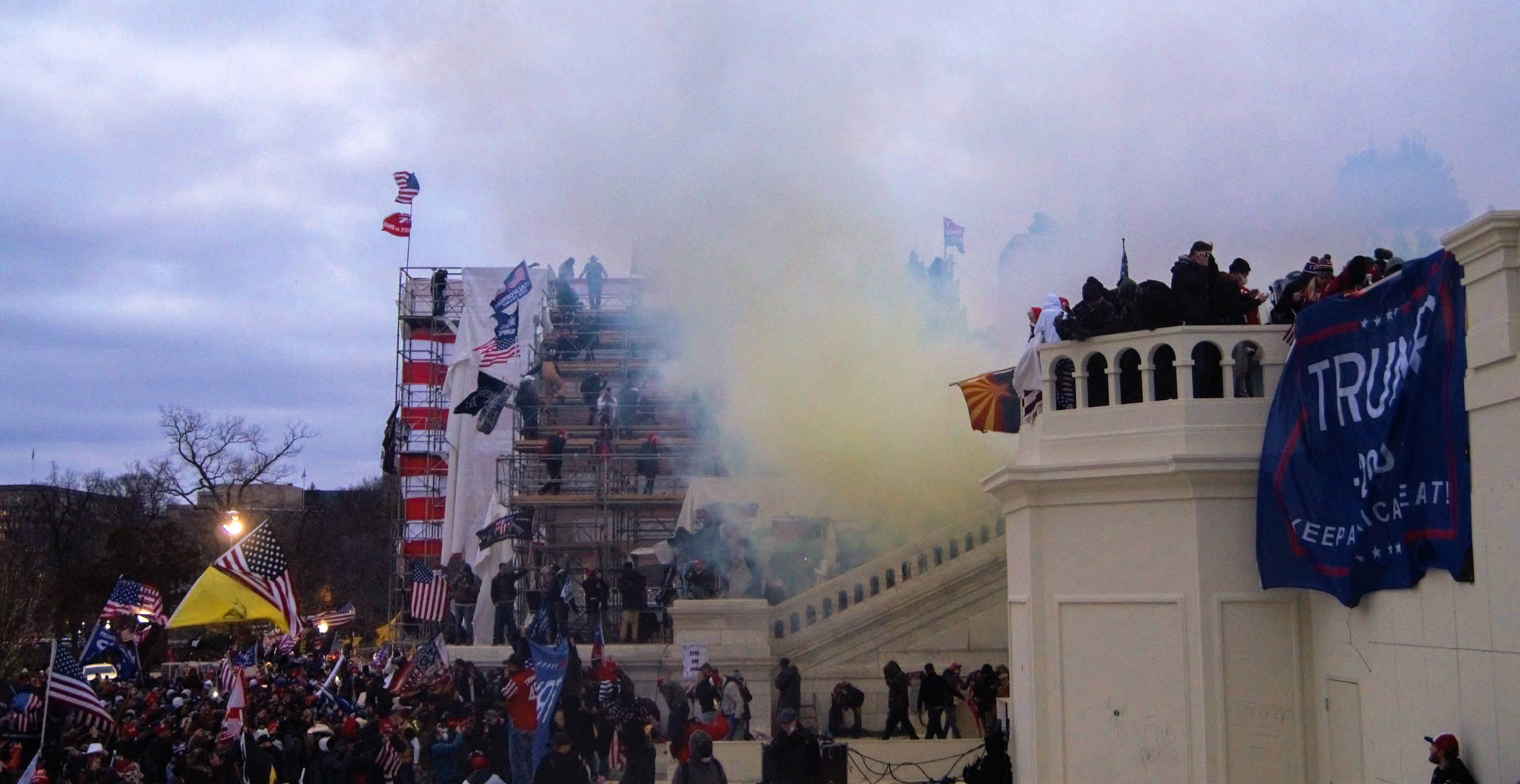
警方向国会外的人群施放催泪瓦斯。

2021年1月6日下午2点31分，華盛頓特區市长穆里尔·鲍泽下令从当晚6点开始实施宵禁，持续至次日早上6时。弗吉尼亚州州长拉尔夫·诺森也对邻近的亚历山德里亚和北弗吉尼亚的阿靈頓縣发布了宵禁令。
弗吉尼亚州州长诺森派出了弗吉尼亚国民警卫队和200名弗吉尼亚州警支援华盛顿特区的执法工作。马里兰州州长拉里·霍甘也宣布将派出马里兰州州警和马里兰州国民警卫队。下午3点45分左右，代理国防部长克里斯托弗·米勒在征求副总统彭斯、众议院议长佩洛西、参议员多数党领袖麦康奈尔、参议院少数党领袖舒默和众议院多数党领袖霍耶的意见之后，決定將指示国民警卫队和其他“额外的支持”应对骚乱。当地时间下午5时许，陆军部长莱恩·麦卡锡（Ryan McCarthy）和米勒决定了自行部署华盛顿特区国民警卫队全部1,100人的兵力来平息暴力事件的計劃。因為統帥的軍隊調動權問題已來不及處理，最終部署的命令只好由副总统彭斯破例批准並實施。据《纽约时报》报道，“不清楚”为什么批准部署的不是三軍領導特朗普。
国会警察在国会大厦的参议院一侧部署了煙霧彈，以努力将闯入者清理出大厦。下午4点半左右，身穿防暴装备的联邦调查局和美國國土安全部特工进入迪尔森参议院办公大楼。
新泽西州州长菲尔·墨菲在下午4点57分宣布，应华盛顿特区官员的要求，他已部署新泽西州警察局的人员到哥伦比亚特区，新泽西国民警卫队也准备在必要时部署。下午5点前不久，国会领导人从国会大厦疏散到附近的麦克奈尔堡陆军基地。下午5点40分左右，在警方強勢介入，並使用催淚瓦斯與閃光彈等手段清場後，負責維持秩序和安全的美國聯邦參眾兩院的糾儀長宣布「國會安全了」。

#### 简易爆炸装置

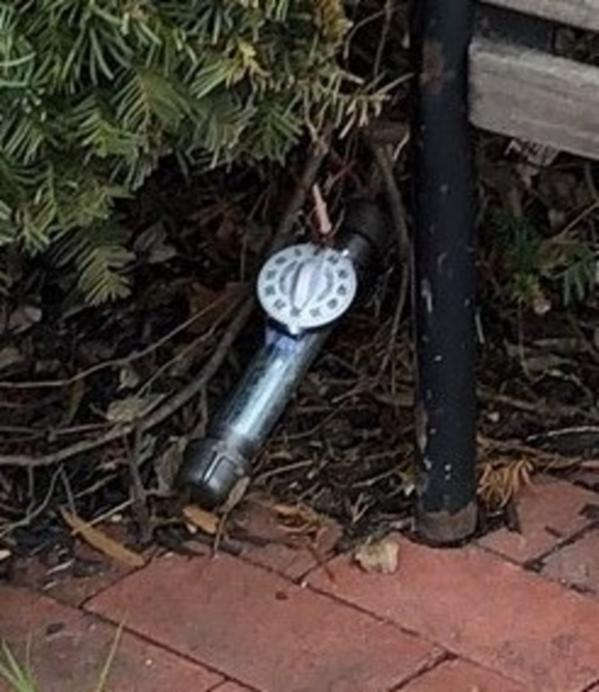
国会大厦院内被发现的管状炸弹

有兩個简易爆炸装置被發現放置在國會外的兩棟建築物中，於中午12:45在共和黨全國委員會办公室所在的大楼旁邊发现了一个疑似管状炸弹的装置。約半小時後，另一個裝有管狀炸彈的可疑包裹在民主黨全國委員會总部的草叢中被搜獲，發現炸彈的地點和鄰近建築物都被臨時疏散。共和党全国委员会大楼和民主黨全國委員會总部离国会大厦只有几个街区。1月6日下午，在共和党全国委员会大楼和国会大厦院内发现的装置都被拆弹小组安全引爆。官方不确定这些装置是否处于工作状态，但指出兩者的構造相似，都是約1英尺（30）長和連接了計時器。聯邦調查局發布懷疑放置炸彈的疑犯的照片並懸紅五萬美元給提供情報者。
在一枚炸弹安置的地點附近發現有一辆载有步枪和燃烧瓶的汽车，一人因此被捕。华盛顿特区警察还报告称，发现了一个装有燃烧瓶的冷藏箱。

#### 事后处理

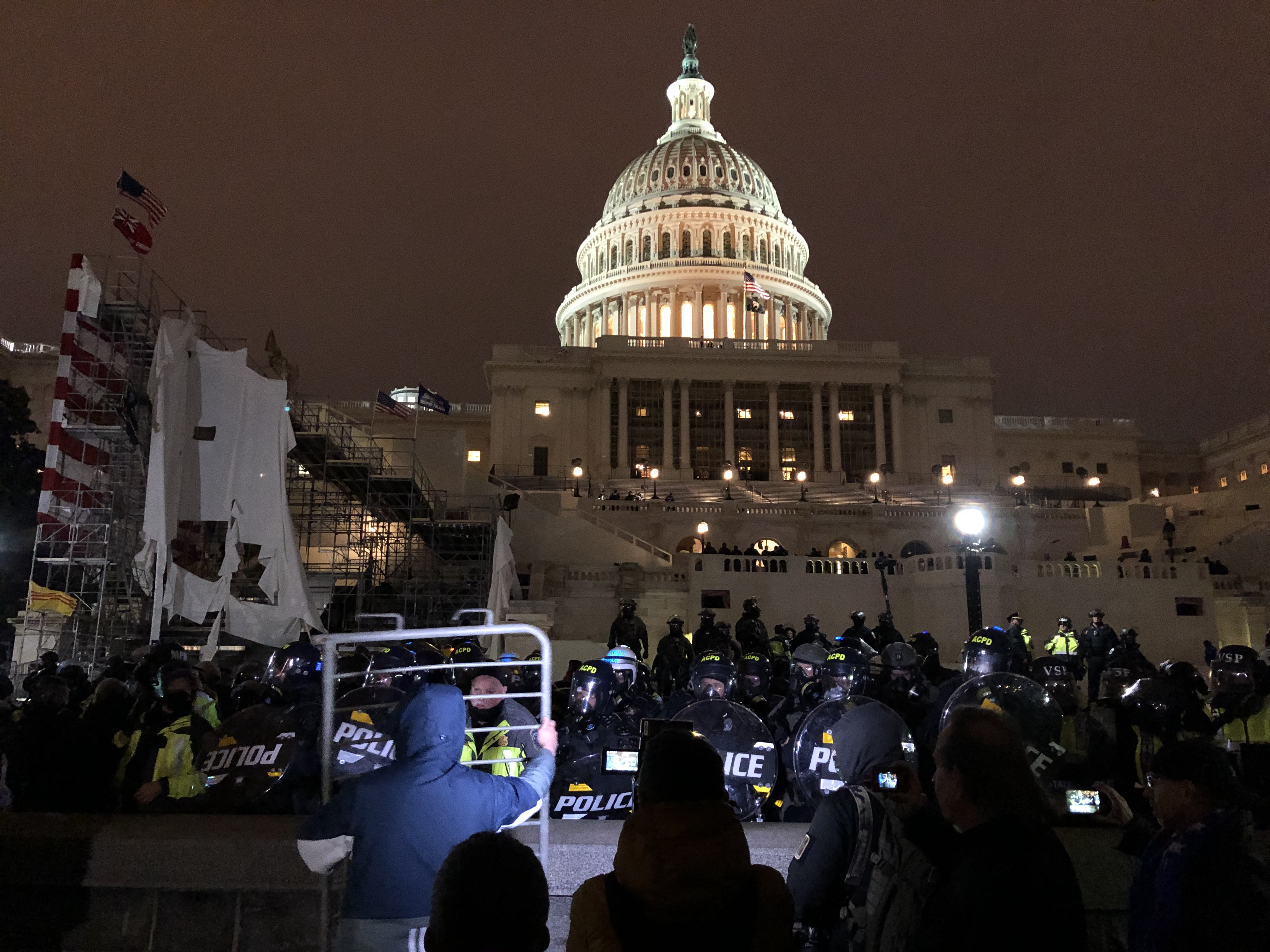
1月6日傍晚，警方与示威者在国会外继续对峙。

警方继续试图将暴动者驅離国会大厦。抗议活动仍在继续，一些人则撤出了国会山地区。据报道，一些人对记者进行了言语和肢体攻击，攻击者诋毁媒体机构为“假新聞”。
截至下午6:08，警方在当天的事件中逮捕了至少13人，并缴获了5支枪支。虽然市长鲍瑟实施了晚上6点的宵禁，但基本上被人们忽视了，数百名支持特朗普的示威者仍然留在国会山地区。截至晚上10:30。又有47人因违反宵禁而被逮捕。至少有6人因当天的事件而住院，其中包括一名执法人员。14名华盛顿特区警察局的警察受伤。4人死亡；1人在国会大厦被执法人员开枪打死，另外3人死于医疗紧急情况。
1月6日晚，华盛顿特区国民警卫队的2,700名士兵和弗吉尼亚国民警卫队的650名士兵将被派往华盛顿特区。1月6日晚，市长鲍瑟发布新的命令，将华盛顿特区的公共紧急状态延长15天，她在命令中写道，她预计一些人将“在就职典礼前继续进行暴力抗议活动”。

#### 国会恢复议程
在清场后，参议院率先于1月6日晚8时复会恢复辩论，并简短谴责了示威群众入侵国会的行为。众议院议长南希·佩洛西表示，国会大厦遇袭事件不会“阻止我们履行确认乔·拜登当选的责任”，她与其他众议院领袖、五角大楼、司法部和迈克·彭斯协商后，决定当晚重新召开会议。最终，當地時間1月7日凌晨3時41分，国会联席会议确认了拜登当选。

### 騷亂過後
2021年1月7日晚上約9:30，早前在國會衝突中遇襲受傷的國會警員布莱恩·西克尼克證實傷重死亡。眾議院議長佩洛西要求國會大廈下半旗致哀。副總統彭斯則向席克尼克的家人表示深切慰問，並形容席克尼克為保衛國會大廈的英雄。1月9日，佩洛西指示國會大廈外的國旗下降一半悼念席克尼克，特朗普則下令1月13日将美国国旗半降。
多個州份議會大樓提高警戒級別，以防示威者衝擊。美國各地有支援是次衝擊示威以及反對川普人士進行各式各樣的示威。
海外亦有零星示威。例如日本時間1月6日晚上，即衝擊美國國會前數小時，日本東京都有約數百人聚集支持川普，並高舉美國國旗及日本旭日旗從日比谷遊行至銀座，活動由新興宗教組織幸福科學背後支援。
1月10日，美国国会警察局证实，另一名曾在骚乱当天于国会内执勤的国会警员霍华德·莱本古德（Howard Liebengood）于9日下班时逝世。官方未公开莱本古德的具体死因；但据部分媒体报道，莱本古德是自杀身亡。

## 衝突傷亡
此次美國國會騷亂造成5人死亡，多人受傷，以下為死者名單：
| 中文譯名           | 英文姓名          | 性別 | 年齡 | 死因                                               | 備註 |
| ------------------ | ----------------- | ---- | ---- | -------------------------------------------------- | --- |
| 阿什莉·巴比特      | Ashli Babbit      | 女   | 35歲 | 遭國會警察 警督（Lieutenant）Michael Byrd 槍擊要害 | 曾在美國空軍服役14年，居於加州圣迭戈，匿名者Q支持者                                                                                         |
| 班傑明·菲利普斯    | Benjamin Phillips | 男   | 50歲 | 醫療緊急情況（在示威期间中風不治）                 | 來自賓夕法尼亞州 |
| 布萊恩·D.·席克尼克 | Brian D. Sicknick | 男   | 42歲 | 自然原因（两次中风）                               | 國會警察，來自新澤西州，曾於1997至2003年間在美國空軍國民警衛隊中服役，並派駐沙特阿拉伯和吉爾吉斯斯坦。於2008年7月起加入國會警察快速應變部隊 |
| 凱文·格里森        | Kevin Greeson     | 男   | 55歲 | 醫療緊急情況（在示威期間心臟病發）                 | 來自阿拉巴馬州，患有高血壓，以及曾在受刺激的情況下心臟病發                                                                                  |
| 羅珊妮·博伊蘭      | Rosanne Boyland   | 女   | 34歲 | 醫療緊急情況（在示威期间被踩踏后伤重不治）         | 來自佐治亞州 |

## 調查、拘捕和判刑
1月7日，代理司法部长傑弗里·羅森發表聲明將會在未來數星期内展開逮捕行動。同日，華盛頓警局公佈了參與示威的人士照片，聯邦調查局亦呼籲群衆指認參與示威的人士。部分示威者表示只參與了示威活動，並沒有衝擊國會，但仍被雇主解雇。
1月9日，即將就任參議院情報委員會主席的馬克·沃納去信11間電訊及社交媒體公司，包括：蘋果、Facebook、Gab、推特、Google、Parler、Signal和Telegram等，要求他們馬上保存衝擊國會的示威者數據，以便拘捕相關人士。
1月12日，美国司法部對兩名與冲击美国国会大厦事件有關的示威者發起訴訟。美國聯邦政府透過Clearview AI人臉識別系統，追捕參加衝擊示威者。當中被拘捕人士包括奧林匹克運動會游泳金牌得主克莱特·凯勒。
同時有兩名國會警察遭到停職，其中一名警察與闖入國會的示威者自拍合照，另一名警察戴著「讓美國再次偉大」的帽子為示威者引路。另有至少10名警察被FBI調查。
7月19日，一名38岁佛羅里達州坦帕男子保罗·阿拉德·霍奇金斯（Paul Allard Hodgkins）因為在此次事件中闖入國會而被判8个月监禁。
12月9日，美国联邦上诉法院驳回特朗普试图阻止国家档案馆向众议院调查委员会移交文件而提起的诉讼，法院裁定委员会有权获得调查1月6日国会山骚乱事件需要的白宫文件和记录。
12月17日，一名參與衝擊國會的美国男子罗伯特·斯科特·帕尔默被判5年3个月监禁。
截至2022年1月5日，已有725名涉嫌参与衝擊国会事件的人被捕，其中71人已被判刑。
2022年1月13日，美國司法部宣布依涉嫌煽動叛亂罪起訴極右翼組織誓言守护者的創辦人斯图尔特·罗德斯以及其它10人。
2022年8月1日，1名美國國會山衝擊事件參與者被判87個月徒刑。截至8月，已有850多名参与者被捕，其中约330人已认罪。
2022年9月22日，两名被指控参与国会山衝擊事件的美国人被判刑。其中一人被判处4年监禁，另一名被判处两年缓刑并完成100个小时的社区服务。
2022年10月12日，德克萨斯州一个家庭的五名成员因涉嫌参与国会山衝擊事件而被判入狱。其中父母双方被判14天间歇性监禁，分两次服刑，为期7天，居家隔离90天，社区服务60小时。他们的三个成年子女分别被判处36个月的缓刑和60小时的社区服务，其中最大的孩子被判处90天的居家监禁。每个家庭成员还必须支付500美元的赔偿金。
2022年12月19日，美國眾議院1月6日襲擊事件特別委員會建议美国司法部对特朗普提出刑事起诉。12月21日，美國國會眾議院共和黨人發布了獨立的國會山騷亂事件調查報告，將此事發生的原因歸咎於國會山安保工作失職，而非特朗普。12月22日晚，美國眾議院1月6日襲擊事件特別委員會公布最终调查报告，指控特朗普拒绝承认2020年美国总统选举结果，不遵守宪法义务，反而谋划推翻选举结果。
2023年1月，三名现役美国海军陆战队员因涉嫌参与国会大厦骚乱而被捕。
2023年5月25日，誓言守护者的创始人斯图尔特·罗德斯被判18年徒刑，他被判犯有与美国国会大厦袭击有关的煽动性阴谋罪。
2023年6月21日，一名加利福尼亚州男子被指在美国国会大厦袭击事件期間将电击枪顶入一名警察的脖子。他也因此被判处超过12年的监禁。
2023年8月31日，驕傲男孩领导人乔·比格斯被判17年监禁，在联邦监狱服刑。9月1日，驕傲男孩成员伊桑·诺丁和多米尼克·佩佐拉分别被判18年和10年监禁。9月6日，骄傲男孩领导人恩里克·塔里奥被判监禁22年。
2025年1月20日，特朗普再任美國總統當日，特赦1500名因為國會山騷亂遭起訴的人士。

## 各方反應

### 美國國内

#### 特朗普
|                  | Donald J. Trump | Twitter的logo，一个风格化的小蓝鸟 |
| @realDonaldTrump |                 | Twitter的logo，一个风格化的小蓝鸟 |

These are the things and events that happen when a sacred landslide election victory is so unceremoniously & viciously stripped away from great patriots who have been badly & unfairly treated for so long. Go home with love & in peace. Remember this day forever!
有一群伟大爱国志士长期以来饱受屈辱，经过这场神圣选战才终于大获全胜。然而却有人心怀不轨，将胜利果实粗暴地窃去了。今天这一切的种子，在那时候就已经埋下。心怀大爱，和平地归家吧。勿忘今日！
2021年1月6日15:01
2021年1月6日，特朗普在下午2点38分发推特称：“请支持我们的国会警察和执法人员。他们是真正站在我们国家这边的人。保持和平！”他在之前几周都在宣传“拯救美国”集会。特朗普后来在下午3点13分发推文说：“我要求美国国会大厦里的所有人保持和平。不要有暴力！记住，我们是讲法律与秩序的党——尊重法律和我们伟大的蓝衣男女（指警察）。谢谢！”下午4点22分，特朗普发布视频信息，敦促他的支持者“和平地回家”，并告诉他们称“我们爱你们，你们很特别。”特朗普随后在推特上写道“永远记住这一天”。一名白宫顾问表示，特朗普不想为平息骚乱做更多的事情，并补充说：“如果我们能把他扔给愤怒的暴徒的话，我们现在就会把他扔给愤怒的暴徒们”。
特朗普的视频信息发布后不久，就被Twitter、Facebook和YouTube删除，原因是违反了网站关于“公民诚信”和选举错误信息的政策。Facebook高管盖伊·罗森（Guy Rosen）表示，视频被删除的原因为“它助长了而不是减少了持续的暴力风险。”当晚，Twitter将特朗普的账户锁定12小时，并且表示如果“多次严重违反我们的公民诚信政策”将被永久禁言，还要求他删除三条推文。特朗普在Facebook和Instagram的個人賬號也被封鎖24小時，稍後二者更宣佈封鎖特朗普個人賬號直至1月20日美國總統就職典禮完結為止。而Snapchat在示威當日就無限期封鎖特朗普的個人賬號。
在国会正式确认拜登胜选后不久，特朗普发言人丹·斯卡维诺（Dan Scavino）代表特朗普发表声明，承认其总统任期即将“结束”，承诺在“1月20日有序过渡”，同时坚称“完全不同意选举结果，真相與我同在。”在特朗普的Twitter短暂解封期间，他本人也发表视频表示自己承认国会已经确认了选举结果，并将进行权力过渡，同时要求支持者冷静。
代表特朗普的白宮新聞秘書凱萊·麥肯阿尼在騷亂結束的翌日在新聞發布會上形容「昨天在我們國家的國會上發生的暴力事件是讓人反感、應當受到批判及違反美國的價值觀。總統與他的施政班底對此事予以最強烈的譴責，這是絕不能被容忍的。那些犯了法的人應該受到充分的法律制裁。」
1月11日，特朗普批准华盛顿哥伦比亚特区的紧急状态從即日起延續至拜登就任總統後的1月24日，聲明書賦予國土安全部和聯邦緊急事務管理署權力辨別、調派裝備和資源以應對和舒緩可能發生的緊急事故。
1月13日，有消息表明特朗普支持者将在就职典礼当天导致更多示威。同日，特朗普发表声明，要求“不要暴力、不要犯法、不要损毁财物”（NO violence, NO lawbreaking and NO vandalism）。

#### 彭斯
彭斯于1月6日下午3点35分在推特上发文称：“我们不会容忍这次对国会大厦的袭击，涉案人员将受到法律的严惩。”
彭斯在1月6日晚参议院复会时发表讲话说：“今天是美国国会大厦黑暗的一天……对于那些今天在我们的国会大厦大肆破坏的人，你们没有赢。暴力永远不会赢。自由會贏，而這裡仍是人民的議會。”
1月12日，在众议院通过H.R. 21之前，彭斯写了一封信给佩洛西，提到他不会动用宪法第25条修正案。
彭斯後來在他的回憶錄「願上帝助我」（So Help Me God）裡提到川普在國會山莊暴動前夕向他施壓，要他拒絕認證拜登的勝選。2023年4月27日，彭斯來到华盛顿联邦地区法院，在一个負責调查特朗普企图推翻2020年总统选举结果的联邦大陪审团面前作证。

#### 拜登及賀錦麗
美国总统当选人拜登于当地时间6日下午緊急在特拉华州发表臨時演讲，表示「在國會的混亂場面並不代表真正的美國」，這是「一小撮無法無天的極端主義者」的行為，“在这个时刻，我们的民主正遭受前所未有的攻击，这次袭击是在现代社会中实所未见的。这是在袭击自由的堡垒，这是在袭击国会大厦。”、「民主自由的燈塔所遭遇的至暗時刻」等。時任副總統當選人賀錦麗亦在社交網站呼籲結束對國會大廈和國家公職人員的襲擊。
拜登其後再公開表示經歷了衝擊國會事件後，特朗普已經刷新了他原先所認知的糟糕印象，令美國在全球面前丟盡了面子，因此他慶幸特朗普決定不會出席自己的總統就職典禮，但會歡迎即將卸任的副總統彭斯前來。
2021年2月13日，在第二次川普彈劾案失敗後，拜登發表聲明，認為川普对美国国会大厦遭冲击事件负有责任。
2022年1月6日，在美國國會山莊衝擊事件一周年之際，拜登在國會山莊發表講話，批評特朗普編造謊言追求權力，對美國民主構成持續威脅。特朗普則指責拜登在演說中點他的名，進一步加深國家的分裂。

#### 国会
即将成为参议院少数党领袖的现任参议院多数党领袖米奇·麥康諾称冲击国会大厦是一场“失败的叛乱”，并表示“我们回到了我们的岗位，我们将根据宪法和为我们的国家履行职责。而我们今晚就要做到这一点”。参议院少数党领袖查克·舒默和众议院议长南希·佩洛西呼吁特朗普“要求所有抗议者立即离开国会大厦和国会区域”。佩洛西在宣布1月6日晚间将继续统计选票后表示，“让我们祈祷，这种煽动暴力的行为会成为让我们的国家治愈的启示。”
民主党众议员科里·布什在推特上表示，她打算提出一项决议，要求驱逐“通过煽动这次国内恐怖袭击以试图推翻选举的共和党议员。”共和党众议员亞當·金辛格谴责暴力事件，并称这些事件是“企图政变”。众议院共和党党团主席利茲·切尼说：“毫无疑问，总统组建了暴徒，总统煽动了暴徒，总统对暴徒发表了讲话。他点燃了火焰。”众议员麦克·加拉格尔在谈到骚乱时说，他“从部署到伊拉克以来，还没有见过这样的事情。”、“总统需要叫停这些人...难道我们不认为世界上其他国家正看着这一切发生吗？”加拉格尔问道，并补充称：“如果我们认为中国共产党不在幸灾乐祸，那我们是在自欺欺人。”原本计划反对选举人投票认证的众议员凯西·麦克莫里斯·罗杰斯宣布，在目睹了1月6日“可耻而非美国”的事件后，她将不再反对選舉人團的结果。与她一起的还有参议员凯莉·洛夫勒、史蒂夫·戴恩斯、詹姆斯·蘭克福德、玛莎·布莱克本、迈克·布劳恩和辛西婭·拉米斯，这些议员在目睹了闯入国会的特朗普支持者们制造的暴力事件后，都在反对选举人票的问题上改弦更张。犹他州参议员米特·羅姆尼表示，“今天在国会大厦发生的事情是一场由美国总统煽动的暴乱，是对我们的民主进行前所未有的攻击的一部分”。
1月6日晚間，美国众议院司法委员会的民主党成员发表声明，認為特朗普始終不願接受2020年大选结果，還有意煽动暴力和社会动荡、以武力推翻选举结果，因而敦促美国副总统彭斯和特朗普的内阁成员援引美国宪法第25条修正案罢免特朗普，否則他們不排除啟動第二次彈劾總統程序，儘管一般認為在騷亂發生起至特朗普卸任的兩週內不足以完成整個彈劾程序。如果成功彈劾特朗普的話，參議院可以投票以過半數門檻禁止特朗普再度出任任何聯邦政府職務，包括總統一職。
1月8日，美國眾議院議長佩洛西去信全體民主黨眾議員，表示她與美軍參謀長聯席會議主席馬克·米利通電話，商討預防措施以防止「精神不穩定」的特朗普運用總統的權力去發動核軍事攻擊。國防部亦表示特朗普仍為三軍總司令，軍方一定會執行他的合法命令，他們無法將特朗普從指揮系統中除名，否則這就是政變。同日，佩洛西宣佈國會降半旗為此次事件中的遇難警察默哀。
1月9日，美國有線新聞網絡引述知情人士報道，副總統彭斯不排除會動用憲法第25條修正案，但彭斯團隊擔心任何試圖迫使特朗普下台的舉動都會招來特朗普更過火的行動，可能令美國受威脅，而引用第25條修正案只是當中的選項之一。另一方面，眾議院民主黨議員宣布會於周一（1月11日）動議彈劾特朗普，截至1月9日晚上已獲得190名議員支持。有關動議文本將國會山莊騷亂歸咎於特朗普，指摘他「嚴重危及美國及其政府機構安全，威脅民主制度的健全，阻撓權力和平交接，破壞三權分立」。1月10日，众议院议长南希·佩洛西要求副总统迈克·彭斯要求根据相关宪法修正案罢免总统唐纳德·特朗普，否则众议院将启动弹劾程序。
1月12日，纽约时报报导，参议院多数党领袖米奇·麥康諾对弹劾计划表示“满意”（pleased），同时认为弹劾的做法会让把特朗普从共和党驱逐出去的行为更加容易。同日，美国众议院的排名第三的共和党领导人（third-ranking GOP leader），也是共和党党团的领导人利茲·切尼说，她会支持弹劾。在此之后，众议院共和党领导人表示他们不会要求共和党议员反对弹劾。同日，众议院通过H.R. 21，要求彭斯动用第25条修正案成为代理总统。在彭斯拒绝动用修正案的当日晚上，佩洛西提名了弹劾案的管理员（impeachment managers）。
1月13日，众议院启动弹劾程序。在长达两个小时的辩论之后，有十名共和党众议员决定支持弹劾。随后，弹劾议案以232-197的比例通过，特朗普成为美国历史上第一位被弹劾两次的总统。同日，参议院多数党领袖米奇·麥康諾拒绝提早召集参议院来审判特朗普，这代表参议院有极大的可能性会在特朗普任期结束之后才审判特朗普的弹劾案。拜登上任后，民主党控制的参议院决定在2月9日开始审判。
2月9日，弹劾案的审判程序正式在由参议院临时议长派屈克·莱希主持参议院开始。在2月13日，参议院经过五天的审判程序后，57名参议员投票认为特朗普有罪、43名认为无罪。因“有罪”票数未达到在场参议员的三分之二（也就是67票），临时议长宣布特朗普无罪。
5月14日，美国众议院国土安全委员会的两名分属民主党和共和党的成员宣布组建一个委员会，对冲击国会大厦的叛乱事件展开两党合作调查。6月8日，美国参议院發佈国会大厦遭冲击事件的调查报告，報告认为联邦情报机构、执法机构的共同失误导致了国会大厦遭冲击事件的发生。6月30日，美国众议院批准成立专门委员会调查1月6日冲击国会大厦骚乱的决议案。
2022年10月13日，美国国会众议院特别调查委员会经投票決定就国会山骚乱事件传唤特朗普。10月21日，众议院特别调查委员会向朗普发出传票，要求特朗普于11月14日前往华盛顿作证。

#### 国会安保、首都警察
1月7日，美国众议院警卫官保羅·歐文与美国参议院警卫官米高·斯滕格在参议院民主党领袖查克·舒默和众议院议长南希·佩洛西的要求下辞职。2月19日，美国国会警察局对6名警察停薪留职。

#### 其他政治人物或團體
四名在世美國前總統乔治·W·布什、比爾·克林頓、巴拉克·奧巴馬以及吉米·卡特均批評这次衝擊事件。
美国前总统乔治·W·布什在当地时间6日下午7时许发表了声明，称“对国会山莊的袭击是令人心碎及沮丧的”，并希望美国人民支持选举结果。
川普女兒伊凡卡·川普在Twitter上表示示威人士是「愛國者」，言論引發爭議後刪除。之後針對相關爭議，再回應和平示威是愛國的表現並譴責暴力。不過據負責調查美國國會冲击事件的眾議院特別調查委員會副主席利茲·切尼於2022年1月2日透露，伊萬卡在衝擊事件期間，至少兩度與特朗普接觸，要求對方介入阻止事件。不過特朗普不為所動，最終特朗普在事件爆發後187分鐘才發短片呼籲支持者回家。
德州衆議院警衛官沃爾特·韋斯特在Facebook上發表支持示威的言論，隨後被德州共和黨解雇。
1月7日，時任美国运输部长趙小蘭表示對國會示威事件深感困惑，並宣佈請辭。几个小时后，时任美国教育部长贝琪·德沃斯也因为此事辞职。美國副國家安全顧問马修·波廷杰、駐北愛爾蘭特使麥克·馬瓦尼、美國國土安全部代理部長查德·沃爾夫和美國衛生及公共服務部長亚历克斯·阿扎亦相繼辭職。
時任美國聯邦參議員喬什·霍利被指煽動示威者衝擊國會，美國出版社西蒙與舒斯特以此為由取消他的新書《科技巨頭的暴政》（The Tyranny of Big Tech）出版，霍利批評這是奧威爾式的行為，而且違反美國憲法第一修正案。
由美國8個民兵、極右團體成立的「美國愛國者行動」表示會阻止拜登就職總統，並打算在1月16日動員1.5萬名「愛國者」兵分三路前往白宮、國會大廈以及最高法院大樓，如果人數不足就會取消行動。
1月9日，約100名美國外交官簽署了一份會經由國務院的「異議渠道」發送的備忘錄。這批外交官在備忘錄中表示，美國經常譴責外國領導人使用暴力和恐嚇，干預和平民主進程，凌駕選民意願，因此現時國務院亦應明確譴責特朗普在暴力場面當中具有角色，並呼籲國務卿蓬佩奧就國會大樓遭暴力攻擊，點名譴責總統特朗普。
1月10日，荷里活演員兼原加利福尼亞州州長阿諾·舒華辛力加在推特上發表譴責騷亂和特朗普的講話。
1月11日，美国国务院的一名“沮丧的员工”修改了国务院的网页，显示特朗普的总统任期和彭斯的副总统任期在当天结束。这个页面被网民发现之后，也有其他网民观察到美国海军陆战队的直升机在副总统彭斯的住宅周围巡逻，引发了网络讨论。之后，国务院删除了这几个页面。
1月12日，美國參謀長聯席會議发表备忘录，谴责冲击国会事件。
2月13日，參議院共和黨領袖密契·麥康諾表示，特朗普对冲击国会事件负有责任。
2月16日，民主黨籍眾議院國土安全委員會主席、密西西比州聯邦眾議員本尼·湯普森就美国国会大厦遭冲击事件向華盛頓聯邦特區法院對川普及其私人律師魯迪·朱利安尼、團體驕傲男孩以及民兵組織「守誓者」發起民事訴訟，湯普森指控上述個人和團體密謀叛亂。
2022年2月4日，共和黨全國委員會將2021年1月6日包圍國會山莊抗議人士定義為「參與合法政治論述的普通公民」，但激烈襲擊國會山莊的人士不在此列。共和黨全國委員會還譴責為「國會山莊騷亂」投票彈劾特朗普以及擔任調查該場事件的國會委員會成員共和黨眾議員利茲·切尼及亚当·金辛格，並向利茲競選懷俄明州議席的同黨對手提供財援。不過馬里蘭州州長拉里·霍甘以及參議員羅姆尼並不支持共和黨全國委員會的決議。

#### 體育界
在北美四大主要運動中，NBA多場星期三賽事多在比賽前或比賽期間悼念。其中密爾瓦基公鹿主場對底特律活塞賽事，雅各布·布莱克枪击事件無警員被起訴以及剛發生的國會示威，在賽事開始跳球後由雄鹿隊球員扬尼斯·阿德托昆博持球後，所有球員、教練及職員，以跪膝悼念事件。雙方在第一次持球故意違規失誤後，比賽才正式開始。此外鳳凰城太陽主場對多倫多猛龍以及金州勇士主場對洛杉磯快艇在比賽前有悼念活動。多位NBA以及國家美式足球聯盟球員及教練亦就此事件發表意見。

### 国际反应
超过七十个国家和国际组织冲击事件表示关切，并谴责暴力行为，一些国家和国际组织特别谴责唐納·川普总统本人在冲击事件中发挥的作用。许多外国领导人、外交官、政治家和机构对事件表示震惊、愤慨和谴责。多位领导人呼吁和平，并将事件描述为“对民主的袭击”。而包括巴西、波兰和匈牙利在内的一些国家的领导人拒绝谴责这一事件，并称其为美国的内部事务。

### 提及这一事件时用到的术语
《夺取权力：军事政变的战略逻辑》（Seizing Power: The Strategic Logic of Military Coups）一书的作者，美国海军战争学院的诺尼哈尔·辛格认为冲击国会大厦事件是“一次叛乱，一次反对政府的暴力起义”及“煽动叛乱”，但并不是政变因为特朗普“没有要求军队为他而战”。在全球范围内追踪政变和政变企图的伊利诺伊大学厄巴纳-香槟分校的克林高级社会研究中心的政变项目将对国会大厦的袭击归类为“未遂异见政变”，该中心将其定义为“由一小撮不满者”，如“前军事领导人、宗教领袖、前政府领导人、立法机构/议会成员和平民”（但不包括警察或军队）发起的“未成功的政变企图”。克林中心指出，通过取代国会而“有组织地非法干预总统过渡的企图”符合这一定义。一些政治学者将冲击事件归类为自我政变，即政府首脑试图胁迫政府其他部门以巩固权力。特朗普在任时的国家安全委员会的成员，学者菲奥娜·希尔将冲击事件及之前几个月特朗普有关这一事件的行为描述为试图进行自我政变。
美国联邦调查局将冲击事件归类为国内恐怖主义事件，國會研究處同样认为冲击事件满足对国内恐怖主义的定义。
叛国法史相关领域的法学教授F·W·拉森认为美利坚合众国制宪会议会将武装袭击国会大厦的行为定性为叛国行为，尽管参与冲击的人很可能因1851年时的先例免于定罪。
英语维基百科上，志愿编辑者之间曾数次争论应该用何词描述这一事件和参与者，被提出的用于描述事件参与者的词汇包括“暴民”（mob）、“骚乱者”（rioter）和“示威者”（protester）；被提出的用于描述事件的词汇包括“叛乱”（insurrection）和“政变”（coup d'état）。条目标题最初为“2021年1月唐纳德·特朗普集会”（January 2021 Donald Trump Rally），随后被改为“2021年国会大厦抗议”（2021 Capitol Hill Protests），最终标题被定为“2021年冲击美国国会大厦”（2021 storming of the United States Capitol），作为在大量争议下的“权宜之计”。

### 商业公司

#### 社交媒體
推特
繼1月6日臨時封禁了特朗普的帳戶達12小時後，推特經過評估，認定特朗普往後有繼續煽動暴力活動的風險，在1月8日決定永久封禁特朗普的个人帳戶「@realDonaldTrump」。特朗普之后尝试使用美国总统的官方账号"@POTUS"发送谴责推特的推文，结果在发送之后，这些推文几乎同时都被推特删除掉了。同日，特朗普团队在推特上的官方账户“@TeamTrump”也被封禁。特朗普竞选团队的“数字管理员”（digital director，管理竞选团队的网络活动）Gary Coby的账号也被封禁；根据Breitbart，这是因为特朗普尝试使用Gary Coby的账号发推文。
與特朗普相關的人士如前國家安全顧問迈克尔·T·弗林和主導挑戰拜登勝利的搖擺州選舉結果的律師西德尼·鮑威爾等多人賬號也被永久關閉。美国保守派律师和阴谋论者、曾经发推特要求处决副总统彭斯的特朗普支持者林伍德的推特也被封禁。1月12日，据路透社报道，推特认为有关QAnon内容会助长暴力事件发生，将7万多个相关内容的帐户封停。
脸书
1月6日在Facebook封禁特朗普的帳戶後，表示會審查和刪除和這次示威有關的内容。11日宣佈，在1月20日拜登就職總統之前，Facebook和Instagram上出現「Stop the Steal」（停止竊選）的貼文都會被刪除。3月26日，Facebook的CEO马克·扎克伯格表示，Facebook會在未來恢復特朗普的帳號。
TikTok
1月7日，TikTok表示會刪除示威期間特朗普的演講并且審查和刪除支持暴力事件的内容，只保留譴責暴力的内容和媒體發佈的内容。
Reddit
1月8日，Reddit亦对有关特朗普的论坛“r/donaldtrump”进行封禁。
Discord
1月8日，Discord關閉交流群The Donald，這是一個特朗普粉絲建立的群組。
Parler
受社交媒体封锁影响，特朗普支持者转向使用社交网站Parler沟通，1月8日，Parler被Google Play以煽动暴力为理由下架；同日Parler受到苹果公司警告，被要求移除该平台上对人的伤害或对政府设施的攻击的内容。苹果致信中称：“App Store上从不接受威胁他人福祉或意图煽动暴力或其他非法行为的内容”，并最终于1月9日被App Store下架。1月10日，Parler被Amazon以有煽动暴力内容和审核不力为理由不再为Parler提供亞馬遜雲端運算服務及網路託管服務。Parler的CEO約翰·馬澤在1月10日接受霍士新聞訪問時表示，所有供應商包括短信服務，電郵服務等，還有律師顧問都在同一天切断了与Parler的关系。在1月11日，Parler网站已经无法连接上。
Twitch
1月7日，Amazon旗下的Twitch表示封鎖特朗普競選團隊用的賬號，1月20日之後再評估是否解封。
YouTube
1月12日，YouTube表示已下架唐纳德·J·特朗普频道发布的新视频内容，该频道不得上传新视频或发起直播，禁止期限为期至少7天。
Snapchat
1月13日，Snapchat表示特朗普传播错误信息，仇恨言论和煽动暴力的行为影响公共安全，违反公司准则；决定自1月20日特朗普卸任时永久封禁其账户。

#### 政治献金
1月6日，網絡支付公司Stripe在示威之後已經不再處理特朗普競選網站的付款事宜。1月7日，加拿大電子商務平台Shopify以示威為由，關閉特朗普競選團隊運營的網店。同日第三方交易平台PayPal關閉了特朗普支持者的籌款賬號。
1月10日，万豪集团将暂停向不愿认证总统选举结果的国会议员捐款。当日，摩根大通公司与高盛表态称其今后6个月将停止一切政治捐款。
1月11日，Hallmark Cards的政治行动委员会（PAC）要求乔希·霍利和罗杰·马绍尔两位不愿认证总统选举结果的参议员退还PAC給予他们的捐款。
截至1月11日晚，脸书、微软、谷歌、亚马逊、爱彼迎、福特汽车、通用电气、美国航空、可口可乐、美国电话电报、康卡斯特、美国运通银行、万事达卡、思科系统、百思买等企业做出表态，考虑暂停或已经决定暂停对某些共和党议员、甚至全部共和党议员的政治捐款。

#### 其他
1月12日，德意志银行决定，今后将不再与唐纳德·特朗普及其家族企业進行商业往来。
1月13日，Google宣佈旗下所有平台如Google Ads、DV360、YouTube與AdX Authorized Buyer等禁止所有政治廣告最少直到1月21日

### 傳媒
部分暴动者袭击了在现场采访报道的媒体从业人员，其中包括中国环球电视网（CGTN）北美分台的记者。CGTN的上级单位中央广播电视总台发表声明，要求美方采取必要措施保障在场媒体记者的安全。
有部分支持特朗普的團體和媒體宣称衝擊國會大廈是由安提法以及Black Lives Matter运动成员有組織預謀地栽贓嫁禍給示威者的论点。有份參與騷亂的驕傲男孩的領袖被揭發，在事發前在社交平台Parler上指使其成員，在活動當日要穿上全黑的衣裳以冒充安提法。
臉部辨識系統生產公司XRVision否認了一份在《华盛顿时报》發表關於其系統識別出有安提法混入了示威人群的報導。這份報導獲得福斯新聞的主播勞拉·英格拉漢姆和佛羅里達州共和黨眾議員馬特·蓋茨等人引用。在報導發表的數小時後，《华盛顿时报》將其撤下並向XRVision發表了道歉啟事。相關安提法栽贓嫁禍特朗普支持者的指控，在2017年起就在網上經常流傳。
聯邦調查局指沒有證據顯示有安提法混入衝擊國會騷亂中。1月11日，美国众议院少数党（共和党）领导人凯文·麦卡锡告诉共和党众议员不要传播这种栽赃阴谋论。
美國眾議院議長凯文·麦卡锡授權福克斯新聞主持人塔克·卡森訪問超過4萬小時的國會大廈監控錄影。2023年3月6日，福克斯新聞披露了2021年美國國會山騷亂事件的新鏡頭。塔克·卡森表示國會山當天發生的事件不是騷亂。鏡頭中特朗普的支持者當天平靜地參觀了國會大廈。杰克·安吉利在警察的護送下在大廈周圍走動。布莱恩·西克尼克引導特朗普的支持者走出大樓時正常行走。3月7日，特朗普發帖祝賀塔克·卡森，特朗普表示塔克·卡森發布了美國歷史上最大的獨家新聞之一。特朗普還表示福克斯新聞播出的鏡頭證明了自己和其他大多數人是完全無辜的，他還呼籲釋放被拘押者。美國國會參議院多數黨領袖查克·舒默則強烈批評塔克·卡森，他還強烈譴責麥卡錫向福克斯新聞展示這些視頻。

### 股市
1月5日至6日，美国股市期货普遍呈上涨状态。在6日的道琼斯工业指数一度上涨600点，首次突破31,000点创历史新高。后段因受到示威活动干扰，收于30,829.40点，最终上涨437.80点，涨幅1.44%；标普500指数收盘上涨21.30点，涨幅0.57%，报3748.14点，但同样创下纪录高点；纳斯达克综合指数收盘下跌78.20点，跌幅0.61%，报12740.79点。部分原因是民主党将确定拿下佐治亚州两个参议员议席，而及政府将释出受COVID-19影响的缓解措施。总体而言，美国股票市场在很大程度上不受美国国会的亲特朗普示威者在华盛顿造成的混乱影响，也认为市场对选举结果的担忧可能被夸大。

### 民調
根據YouGov作出的調查，有71%人士反對衝擊，當中62%認為衝擊事件對民主構成威脅。如只計算共和黨人士，有45%人士支持，43%反對。96%民主黨人士反對，獨立人士則有67%反對。

## 對國會警方處理手法的批評
事發當日在場執法人員無法及時制止示威者突破警方防線闖進國會大廈一事引起了針對國會警方和其他執法機構的責任追究。國會警方擁有國會大廈為中心方圓2英里（3.2）地域的執法權，它是美國境內其中一支獲得最多國家撥款的執法部隊，僱用了約二千名警員和獲得每年4.6億美元的預算金額，還可以獲取更先進的軍事級武器，伴隨著應對示威衝突和其他更危急的事件的經驗，其規模是1996年時候的三倍。在騷亂發生前，警方使用了常規的低圍欄包圍國會，而巡邏的國會警員穿著普通執勤制服而非防暴裝備，顯示他們準備應對的是普通的示威遊行而非驅散暴力衝突。執法專家批評國會警方低估了遊行至國會的特朗普支持者所會構成的威脅，任由他們在國會範圍內聚集，並且在暴徒強行推進時沒有及時作出逮捕或控制場面。
1月7日請辭的國會警察局局長史提芬·松德在1月10日接受采訪時披露，他在衝擊事件前兩天已經擔心示威規模難以控制，向參眾兩院警衛官申請調動國民警衛軍以應對突發情況，不過遭到眾議院警衛官保羅·歐文以「觀感不佳」拒絕，參議院警衛官斯滕格則建議私下與華盛頓市國民警衛隊指揮官沃克聯絡，承諾如果出現突發情況，能馬上派出125人支援。事發當日，史提芬·松德在示威者開始衝擊圍欄時已經向華盛頓警察局求助，但是支援人員無法控制局面。在示威者闖入國會後，松德五次向參眾兩院警衛官申請國民警衛軍協助未果，在第一名國民警衛軍到達國會大廈時，衝突現場已經有四人死亡。

### 有關選擇性執法的指控
美國國內多名政客、民權組織代表和時事評論員例如總統當選人拜登，將這次國會警方應對特朗普支持者的手法與2020年5月因乔治·弗洛伊德之死所引發的示威活动做比較。2020年6月1日，「黑人的命也是命」示威活動蔓延至首都白宮周邊時，特朗普被指為了到白宮背後的拉法耶特广场圣公会圣约翰堂正門前拍攝宣傳照片，由時任司法部長威廉·巴尔指派防暴警察，利用胡椒噴霧、閃光彈、橡膠子彈和警棍等武器粗暴驅散留守該處的和平示威者。批評者指衝擊國會人士仗著白人特權和男性特權，受到警方執法時比起有色人種或傷殘人士更為容易獲得較寬鬆的待遇，特別是衝擊國會現場直播中發現有警員與佔領者示好並一同自拍。